# Hàbit cristal·lí

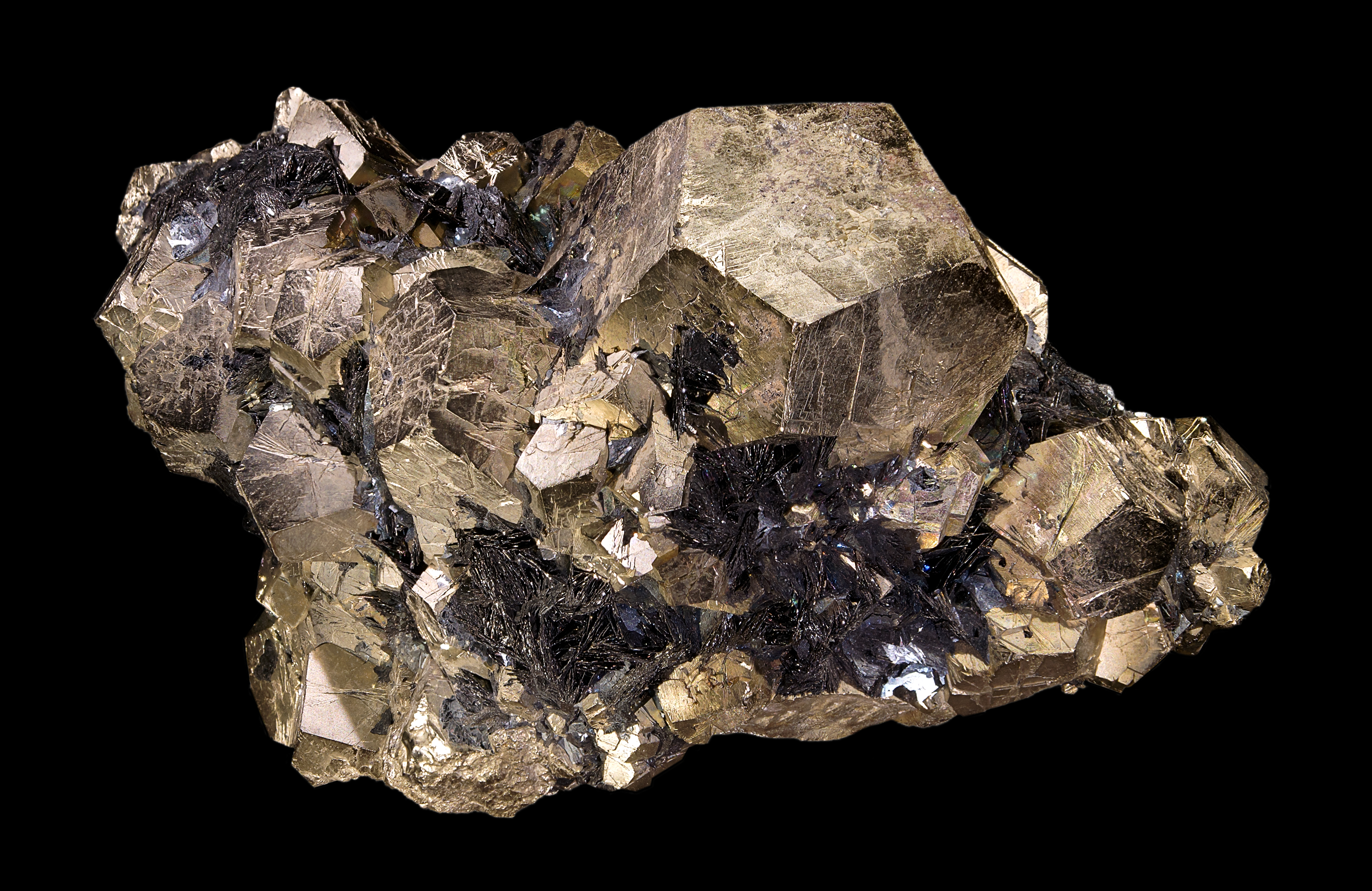
Pirita en forma de dodecàedre

L'hàbit cristal·lí descriu l'aspecte macroscòpic que presenten els minerals. L'hàbit es troba condicionat per factors externs al mineral, com per exemple les condicions ambientals que hi havia mentre es va formar. L'estructura cristal·lina també influeix sobre l'hàbit, encara que moltes vegades l'aspecte d'un mineral pot despistar sobre la seva estructura cristal·lina. Minerals amb la mateixa estructura cristal·lina no tenen per què presentar el mateix hàbit, i fins i tot un mateix mineral pot aparèixer sota diverses formes diferents. Alguns hàbits d'un mineral són específics d'una localitat.
En una primera classificació, l'aspecte dels minerals es pot dividir en cristalls aïllats, associacions o agregats de cristalls, i masses. Dins d'aquests grups, s'utilitzen diversos termes que descriuen la forma del mineral. Com els minerals poden prendre qualsevol forma gairebé imaginable, no existeixen llistes sistemàtiques ni definicions estrictes per als diferents hàbits. Aquí s'exposen els més habituals.

## Cristalls aïllats
| Hàbit                  | Imatge    | Descripció                                           |
| ---------------------- | --------- | ---------------------------------------------------- |
| Acicular               | Natrolita | Cristalls prims en forma d'agulles o cònics          |
| Filiforme (acidular)   | Millerita | Fins brins, similars a cabells                       |
| Prismàtic o columnar   | Turmalina | En forma de prisma                                   |
| Piramidal, bipiramidal | Diamant   | Prisma acabat en piràmide en un o en els dos extrems |
| Coral·loide            | Aragonita | En forma de corall                                   |

Per descriure l'hàbit dels cristalls també s'usen termes que fan referència a la seva forma geomètrica: cub, octàedre, dodecàedre…
| Hàbit      | Imatge   | Descripció       |
| ---------- | -------- | ---------------- |
| Cúbic      | Fluorita | Amb forma de cub |
| Dodecàedre | Granat   | Amb 12 cares     |
| Octaèdre   | Fluorita | Amb 8 cares      |

## Agregats de cristalls
| Hàbit       | Imatge            | Descripció                                                 |
| ----------- | ----------------- | ---------------------------------------------------------- |
| Arborescent | Plata nativa      | Similar a un arbre                                         |
| Dendrític   | Òxids de manganès | Amb forma de fulls de plantes                              |
| Drusa       | Ametista          | Cristalls recobrint la superfície d'una pedra              |
| Fibrós      | Guix              | Mostra petites fibres paral·leles que es poden separar     |
| Foliat      | Mica              | Format per petites làmines que es poden separar            |
| Geoda       | Quars             | Cristalls recobrint l'interior d'una pedra                 |
| Radial      | Wavel·lita        | Cristalls disposats en cercle des d'un mateix punt central |
| Reticulat   | Cerussita         | Cristalls fins formant una xarxa                           |

## Masses
| Hàbit                   | Imatge       | Descripció                                                          |
| ----------------------- | ------------ | ------------------------------------------------------------------- |
| Amigdaloide             | Heulandita   | Nòduls de mineral en forma d'ametlla                                |
| Bandejat                | Àgata        | Bandes de diferent textura i color                                  |
| Botrioide               | Fluorapatita | Formes esfèriques agrupades formant carrassos                       |
| Estalactític            | Malaquita    | En forma de cilindres o cons, recordant a les estalactites          |
| Globular                | Calcita      | Individus esfèrics                                                  |
| Granular                | Bornita      | Petits grans de mineral                                             |
| Mamil·lar               | Smithsonita  | Formes esfèriques amples i planes semblants a mames                 |
| Massiu o compacte       | Serpentina   | Sense forma determinada                                             |
| Nodular o concreccionat | Calcedònia   | Masses esfèriques irregulars                                        |
| Oolític o pisolític     | Bauxita      | Esferes disposades com les freses dels peixos                       |
| Reniforme               | Hematites    | Formes semblants a ronyons, més allargades que en l'hàbit botrioide |